# Montchaude
Montchaude ist eine Ortschaft und eine ehemalige französische Gemeinde mit 513 Einwohnern (Stand: 1. Januar 2022) im Département Charente in der Region Nouvelle-Aquitaine (vor 2016 Poitou-Charentes). Sie gehörte zum Arrondissement Cognac und zum Kanton Charente-Sud.
Mit Wirkung vom 1. Januar 2016 wurden die früheren Gemeinden Montchaude und Lamérac zu einer Commune nouvelle namens Montmérac zusammengelegt. Die ehemaligen Gemeinden verfügen in der neuen Gemeinde über den Status einer Commune déléguée. Der Verwaltungssitz befindet sich im Ort Montchaude.
Nachbarorte sind Guimps im Nordwesten, Barret im Norden, Barbezieux-Saint-Hilaire im Nordosten, Reignac im Osten, Le Tâtre im Südosten, Touvérac im Süden und Lamérac im Westen.

## Bevölkerungsentwicklung
| Jahr      | 1962 | 1968 | 1975 | 1982 | 1990 | 1999 | 2008 | 2015 |
| --------- | ---- | ---- | ---- | ---- | ---- | ---- | ---- | ---- |
| Einwohner | 420  | 395  | 441  | 454  | 463  | 515  | 518  | 529  |

## Sehenswürdigkeiten

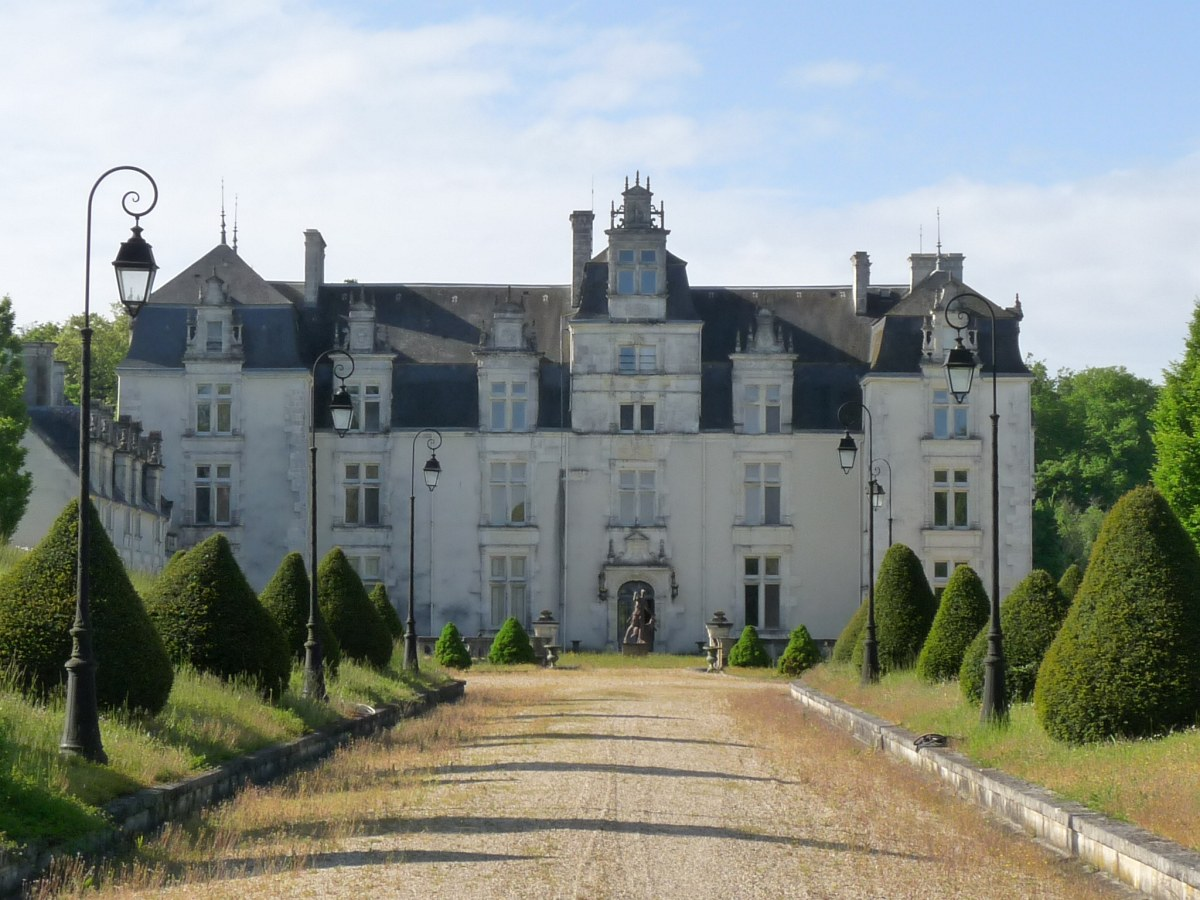
Schloss von Montchaude
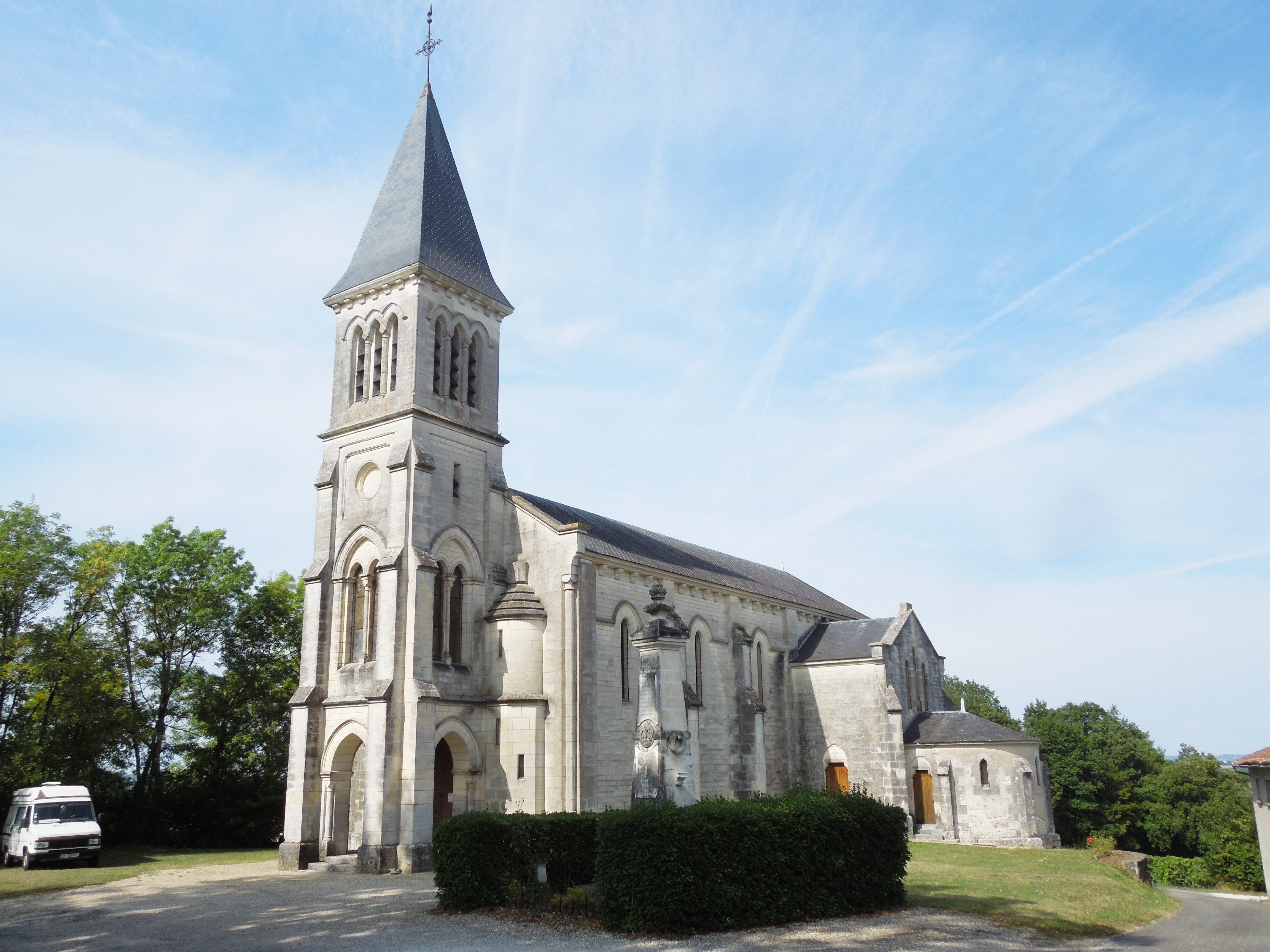
Kirche Saint-Cybard

- Schloss von Montchaude
- Kirche Saint-Cybard